# Banco Santander
Il Banco Santander (BI SANT)
(LSE: BNC) (NYSE: STD) è un gruppo di istituti di credito prevalentemente europei e americani. Alcuni di essi operano sotto il marchio del Banco Santander, per esempio la filiale Santander Consumer Bank in Germania. Altri sono società acquistate dal gruppo, di cui l'esempio è l'acquisizione della banca inglese Abbey National PLC avvenuta nel settembre 2004, e poi rinominata Santander UK plc nel 2010.

## Storia
Il Banco de Santander fu fondato nel 1857 per decreto della regina Isabella II di Spagna per favorire gli scambi del porto di Santander con l'America del Sud. Fino al 1874 fu banco di emissione. Il Banco de Santander è stato uno dei poli della concentrazione delle banche spagnole negli anni 1990. Nel 1994 il Banco de Santander rilevò il Banesto.
Nel 1991 le banche spagnole Banco Central e Banco Hispanoamericano si fusero per dar vita al Banco Central Hispano. Quest'ultimo fu a sua volta acquisito dal Banco Santander nel 1999 per formare il Banco Santander Central Hispano. BSCH fu subito la più grande banca spagnola. Il Banco Santander riprenderà il suo nome originale nel 2007.
Nel 2004 il Banco Santander ha acquisito la banca britannica Abbey National Bank, mentre nel 2017 il Santander ha acquisito il Banco Popular.

## Descrizione
Le aziende del marchio Santander occupano 188 492 persone, hanno 125 milioni di clienti e 3,3 milioni di azionisti. Il servizio di banca al dettaglio, settore che occupa la maggior parte delle attività del gruppo. È la prima banca spagnola, la prima della zona euro per capitalizzazione e la 15ª a livello mondiale con 71,16 miliardi di euro. Il Banco Santander era uno degli azionisti di riferimento di Sanpaolo IMI, uscito poi dal capitale dopo la fusione con Banca Intesa e la nascita di Intesa Sanpaolo. Ha poi venduto nel 2007 Banca Antonveneta (dopo l'OPA su ABN AMRO) a MPS, ma non Interbanca (che era controllata da Antonveneta), la quale verrà ceduta più avanti alla General Electric. Possiede quote in numerose altre banche del mondo.
Il 10 giugno 2010 il Banco Santander ha annunciato un investimento di circa 270 milioni di dollari (200 000 000 €) nella città di Campinas, in Brasile per un centro di tecnologia, ricerca ed elaborazione dati, che comprenderà un centro di prossima generazione. Il progetto si propone di espandere la propria rete di filiali e base clienti. Questo centro si riunirà l'unità operativa in Nord America, Centro America e Sud America, dal centro elaborazione dati per la ricerca e l'area tecnica. È uno dei cinque centri che Banco Santander Central Hispano ha nel mondo, ma certamente il più importante e moderno. Basato su un terreno di 1 milione di metri quadrati, il nuovo centro sarà istituito presso il Parco tecnologico CIATEC (development company per l'alta tecnologia cluster di Campinas), che è frequentato da più di 20 altre società. La zona ha cominciato a essere costruita e ampliata nel gennaio 2011, in modo che entro due anni, sia pienamente operativa. Ci saranno oltre 8 000 posti di lavoro diretti e indiretti.

## Gruppo

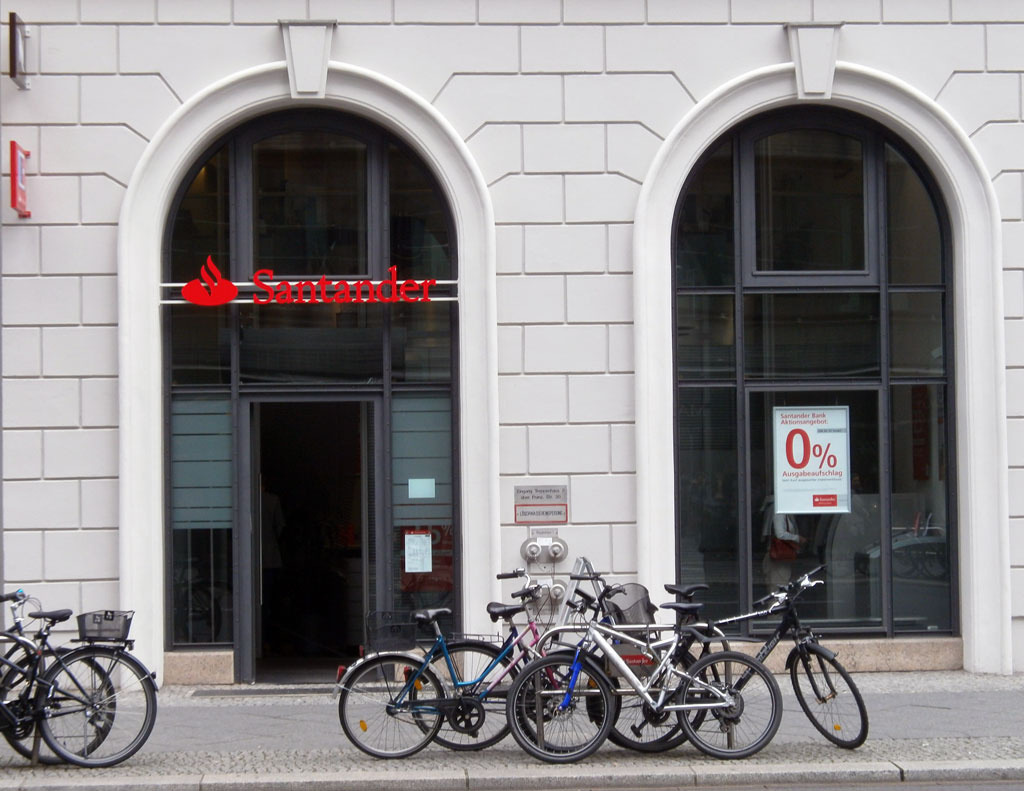
Filiale dl Banco Santander a Berlino, Germania

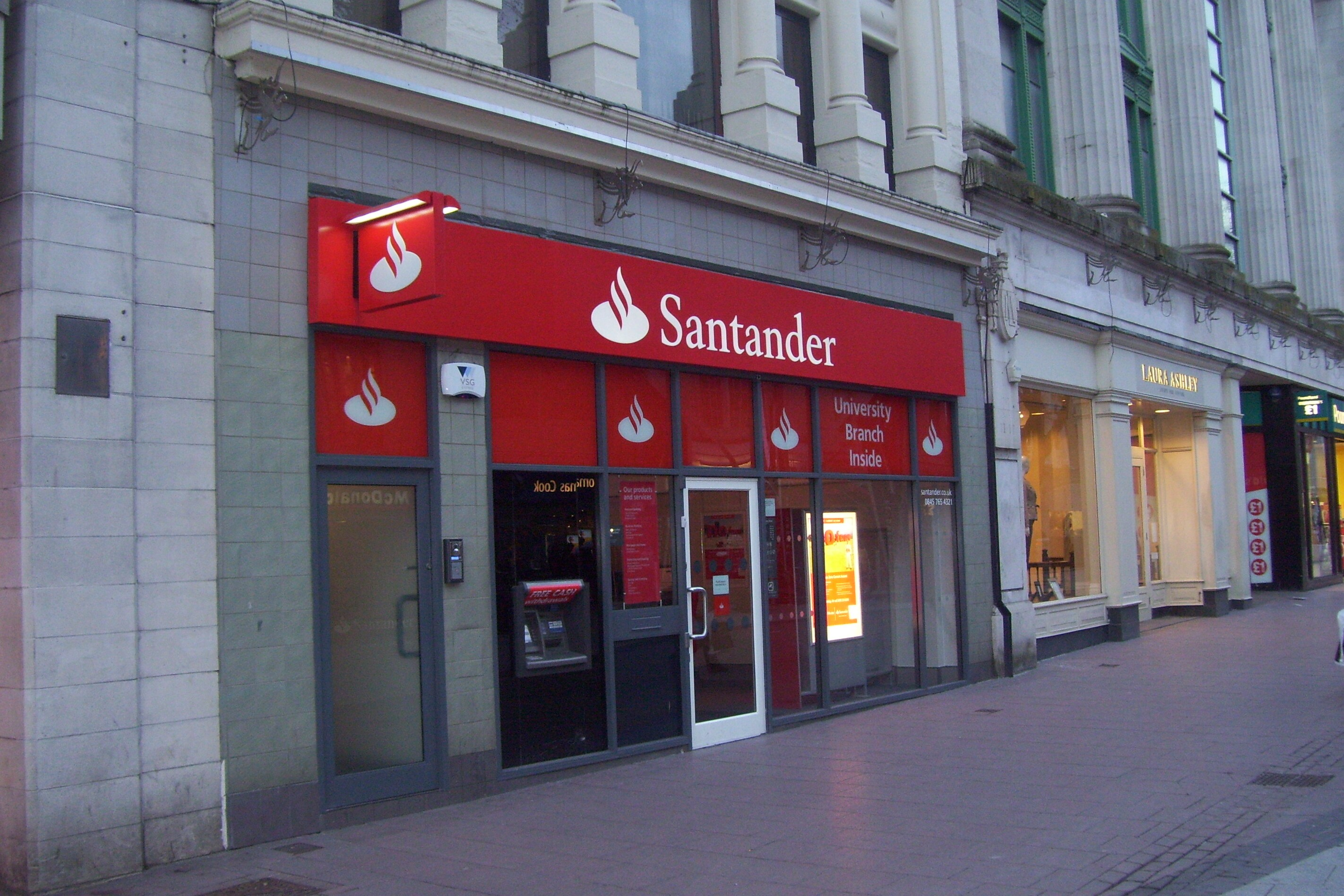
Filiale dl Banco Santander a Cardiff, Regno Unito

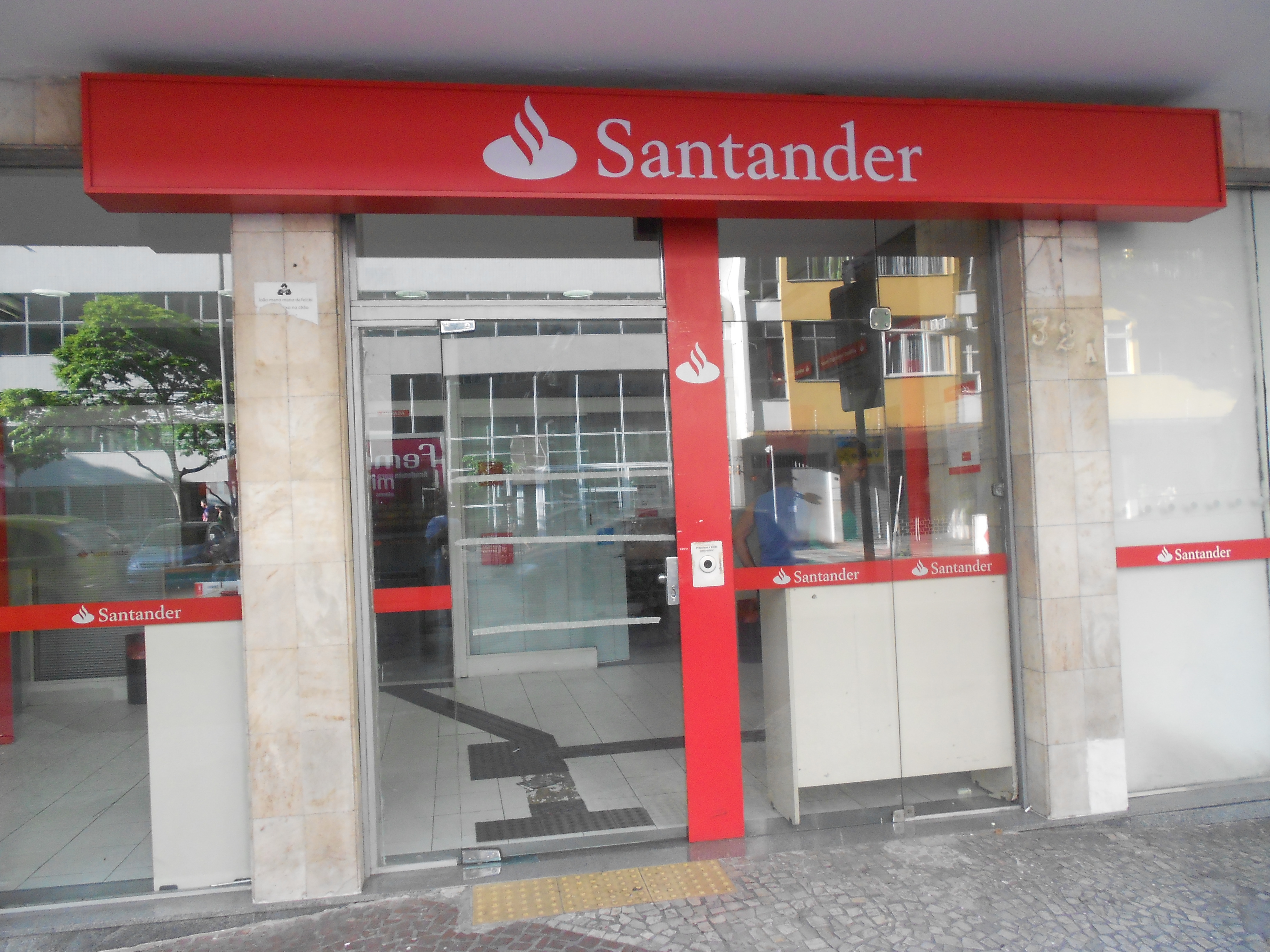
Santander bank a Rio de Janeiro, Brasile

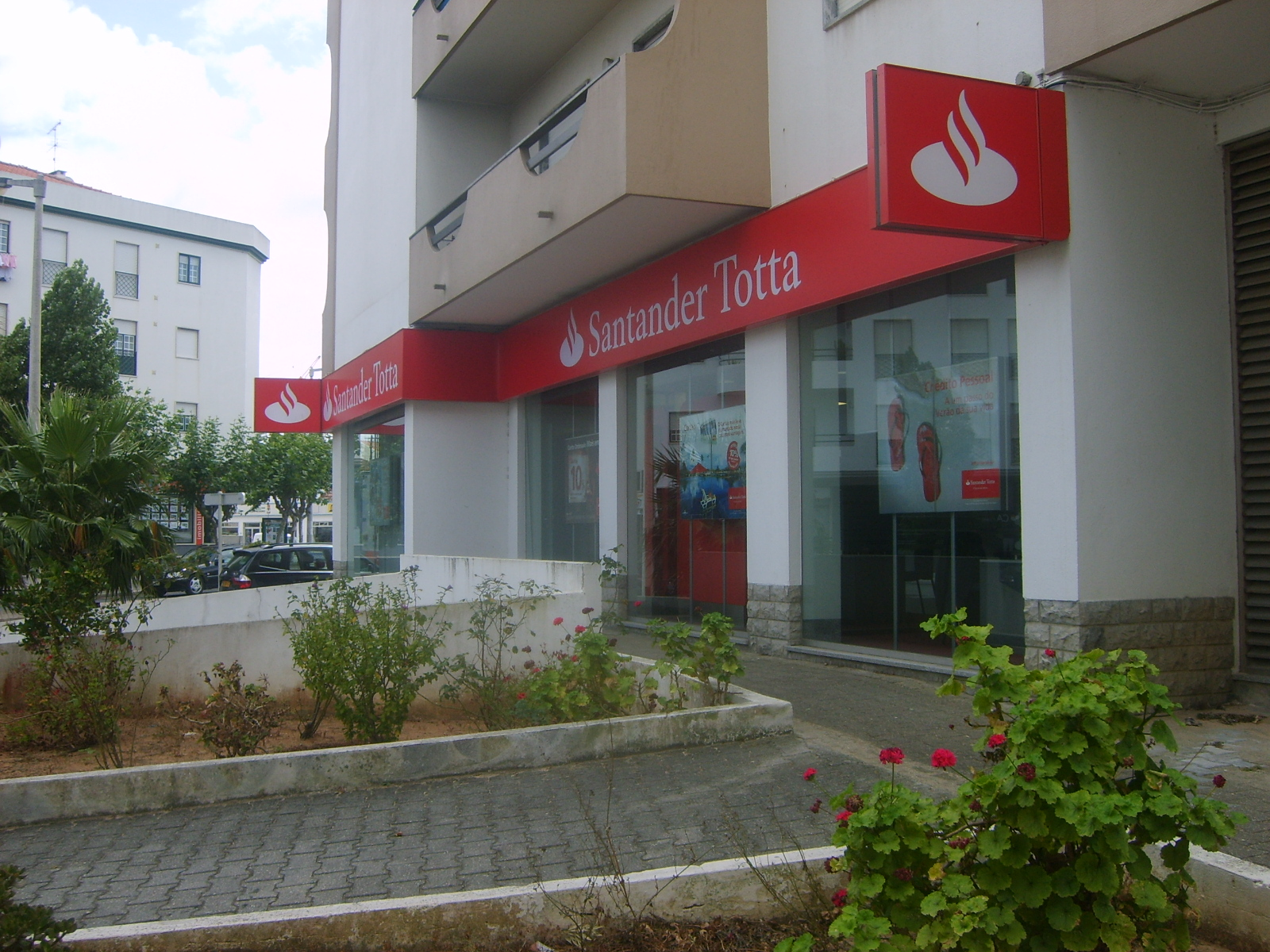
Ramo di Santander Totta a Lourinha, in Portogallo

### Europa
- Austria
  - Santander Consumer Bank Austria AG
- Belgio
  - Santander Consumer Finance Benelux B.V.
- Danimarca
  - Santander Consumer Bank AS
- Finlandia
  - Santander Consumer Finance Oy
- Francia
  - Banco Santander, S.A. – Representative Office in Paris
- Germania
  - Santander Consumer Bank AG
  - Santander Bank (Zweigniederlassung der Santander Consumer Bank AG)
  - Santander Consumer Debit GmbH
  - Santander Consumer Leasing GmbH
- Italia
  - Santander Consumer Bank S.p.a
  - Santander Private Banking
- Jersey (UK)
  - Santander Private Banking
- Lussemburgo
  - Banco Santander Totta S.A
- Norvegia
  - Santander Consumer Bank AS
- Paesi Bassi
  - Santander Consumer Finance Benelux B.V.
- Polonia
  - Bank Zachodni WBK
  - Santander Consumer Bank S.A.
- Portogallo
  - Banco Santander Consumer Portugal, SA
  - Hispamer
  - Banco Santander Totta S.A
  - Banco Popular Portugal
- Spagna
  - Banco Santander
  - Banco Popular Español
  - Banco Pastor
  - Santander Consumer Finance
  - Openbank
  - WiZink
- Svezia
  - Santander Consumer Bank AS
- Svizzera
  - Santander Private Banking
- Regno Unito
  - Santander UK
  - Cahoot
  - Cater Allen
  - Isle of Man branch
  - Santander Consumer (UK) plc
  - Santander Totta

### Americhe
- Argentina
  - Banco Santander Río
- Brasile
  - Banco Santander Brasil
- Cile
  - Banco Santander-Chile
  - Banco Santander Banefe
- Colombia
  - Banco Santander de Negocios Colombia S.A.
- Messico
  - Banco Santander (México) S.A.-
- Perù
  - Banco Santander Perú S.A.
- Puerto Rico
  - Banco Santander Puerto Rico
  - Santander Overseas Bank
- Stati Uniti
  - Santander Private Banking
  - Santander Bank
  - Santander Consumer USA
  - Santander Global Banking & Markets
  - RoadLoans
  - HelpingLoans
  - TotalBank (Miami Dade)
- Uruguay
  - Banco Santander Uruguay

### Asia e Australia
- Cina
  - Banco Santander, S.A. – Shanghai branch
  - Banco Santander, S.A. – Beijing branch
- Corea del Sud
  - Banco Santander, S.A. – Seoul representative office
- Australia
  - Banco Santander, S.A. – Sydney branch
- Hong Kong
  - Banco Santander, S.A. – Hong Kong branch
- Giappone
  - Banco Santander, S.A. – Tokyo representative office
- Singapore
  - Banco Santander, S.A. – Singapore branch

### Africa
- Attijariwafa Bank (4,55% share)

## Sponsorizzazioni
Dal 2007 il Banco Santander comincia ad essere a più riprese sponsor in Formula 1, inizialmente con il team britannico McLaren e poi, dal 2010, anche con la scuderia italiana Ferrari; quest'ultima sponsorizzazione, conclusasi una prima volta nel 2017, è stata poi ripresa a partire dal 2022 per poi concludersi nuovamente alla fine del 2024 facendo posto all'italiana UniCredit.
Dal 2008 al 2012 è stato lo sponsor principale della Coppa Libertadores, la massima competizione sudamericana di calcio per club. Sponsorizza inoltre vari eventi podistici, come ad esempio "La Mezza di Torino", una mezza maratona internazionale che si corre nel capoluogo piemontese, svolta a finalità di solidarietà.

Dal 2016 è inoltre sponsor de La Liga.

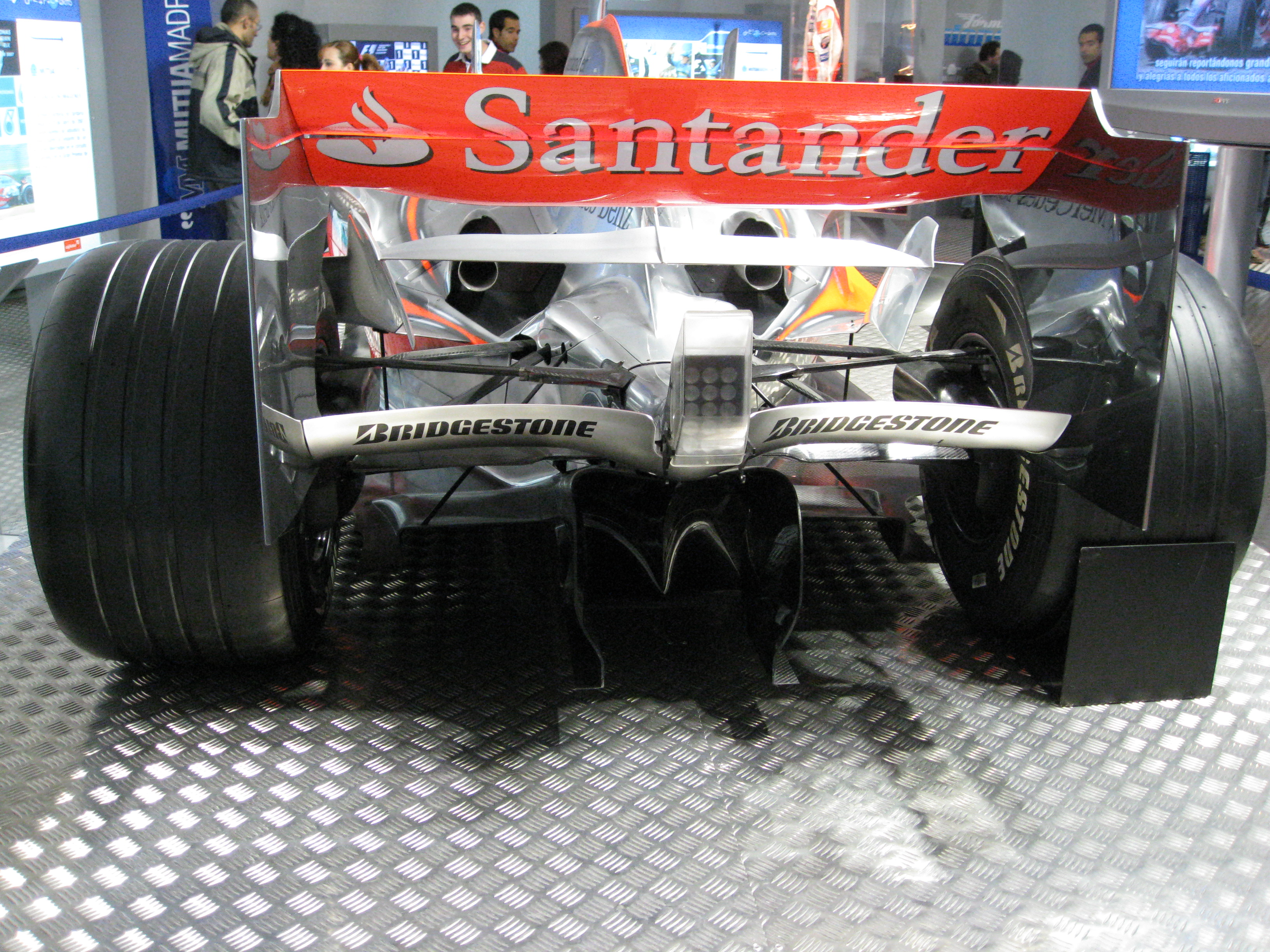
McLaren sponsorizzata da Santander
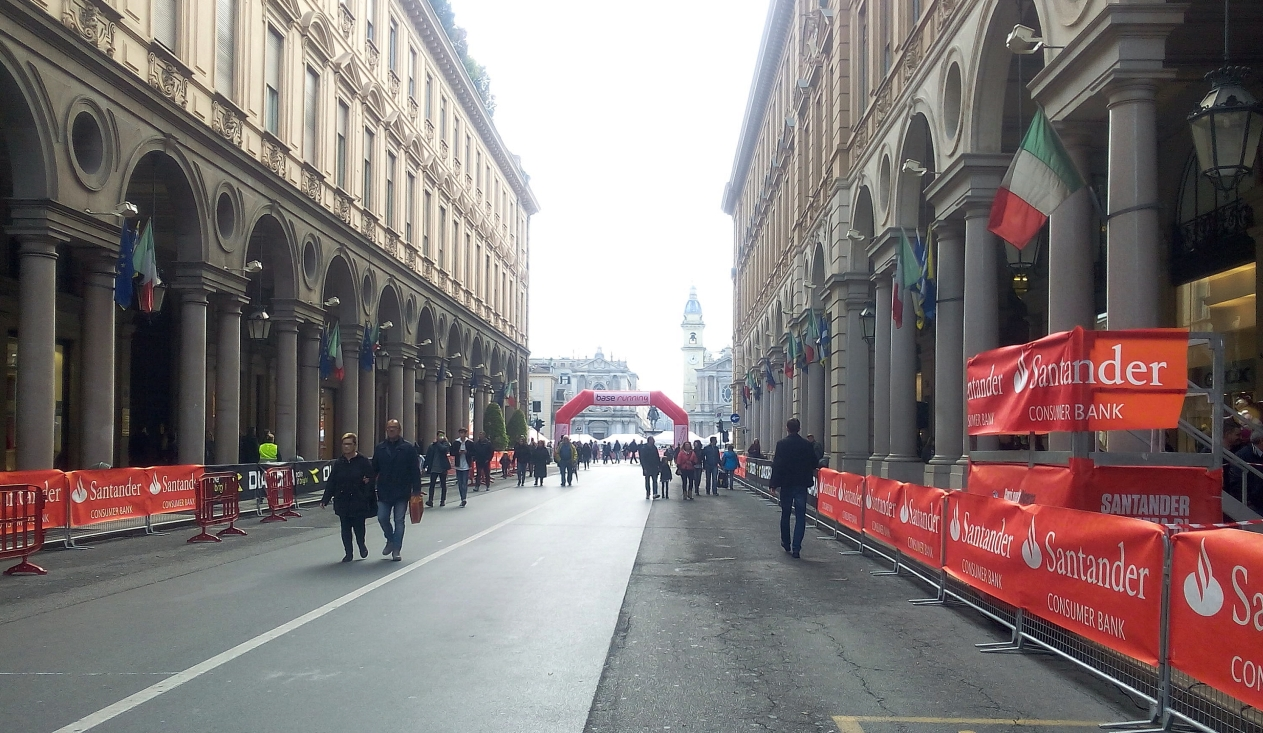
Sponsorizzazione della mezza maratona internazionale "La Mezza di Torino" nel 2017 a Torino